# Аквафикара (Месина)
Аквафикара (итал. Acquaficara) је насеље у Италији у округу Месина, региону Сицилија.
Према процени из 2011. у насељу је живело 561 становника. Насеље се налази на надморској висини од 159 м.